# Người Monpa
Người Monpa (མོན་པ།) tiếng Hindi: मोनपा, Tiếng Trung: 门巴族) là một dân tộc sinh sống chủ yếu tại bang Arunachal Pradesh đông bắc Ấn Độ. Họ cũng được công nhận là một trong 56 dân tộc chính thức tại Cộng hòa Nhân dân Trung Hoa. Tại Ấn Độ, người Monpa có khoảng 50.000 người, tập trung ở các quận Tawang và Tây Kameng của bang Arunachal Pradesh. Khoảng 25.000 người Monpa sống ở huyện Cuona tại Khu tự trị Tây Tạng, tại nơi đây họ được gọi là Menba (Giản thể: 门巴族, Phồn thể: 門巴族, Bính âm:Ménbāzú, Hán Việt: Môn Ba tộc). Tại Bhutan dân số của dân tộc này là 2.500 người
Họ có quan hệ gần gũi với người Sharchop tại Bhutan. Tiếng Monpa thuộc Nhóm ngôn ngữ Tạng-Miến, nhưng có sự khác biệt đáng kể so với phương ngữ Đông Tạng. Tiếng Monpa được viết bằng Chữ Tạng.
Người Monpa dược chia thành 6 phân nhóm dựa theo sự biến đổi ngôn ngữ, đó là:
- Monpa Tawang
- Monpa Dirang
- Monpa Lish
- Monpa Bhut
- Monpa Kalaktang
- Monpa Panchen

Người Monpa nói chung là tín đồ phái Gelugpa của Phật giáo Tây Tạng, họ đã theo phái này từ thế kỷ 17 và là một kết quả của việc truyền giáo của các Lạt ma Mera tại Bhutan. Đạt Lai Lạt Ma thứ 6, Tsangyang Gyatso là người dân tộc Monpa.